# Bohuslavice (ort i Tjeckien, Olomouc, lat 49,83, long 16,94)
Bohuslavice är en ort i Tjeckien.   Den ligger i regionen Olomouc, i den östra delen av landet, 180 km öster om huvudstaden Prag. Bohuslavice ligger 261 meter över havet och antalet invånare är 467.
Terrängen runt Bohuslavice är kuperad norrut, men söderut är den platt. Runt Bohuslavice är det ganska tätbefolkat, med 129 invånare per kvadratkilometer. Närmaste större samhälle är Mohelnice, 5,7 km söder om Bohuslavice. Trakten runt Bohuslavice består till största delen av jordbruksmark.